# Arismendi (Sucre)
Arismendi is een gemeente in de Venezolaanse staat Sucre. De gemeente telt 58.000 inwoners. De hoofdplaats is Río Caribe.